# Ramponio Verna
Ramponio Verna (Rampön o Repoon dialetto comasco, AFI: /ramˈpøŋ/ o /reˈpoːŋ/) è un municipio del comune di Alta Valle Intelvi, nella provincia di Como, in Lombardia.
Fondato nel 1928 dalla fusione dei comuni di Ramponio e Verna, è stato un comune autonomo fino al 31 dicembre 2016.

## Storia
Il ritrovamento, negli anni '50, di resti di capanne e ceramiche databili all'età del ferro, così come un sasso dotato di coppelle riportato alla luce sul monte Caslè nel 1883 lasciano intuire presenze umane nella zona fin dalla preistoria. Più nel dettaglio, tra il XII e il X secolo a.C il Caslè (cioè "castelletto") avrebbe ospitato un castelliere di circa un ettaro e mezzo, delimitato da un muro alto 3 metri e profondo da mezzo metro in più a mezzo metro in meno a quest'ultima misura. In questo contesto, ancor'oggi, alcune mappe del XIX secolo segnano la vetta del monte col toponimo Pizzo di rovina, mentre una località sita più a valle rispetto al Caslè porta ancor'oggi il nome di Sott Castell. Partendo da una citazione di Plinio il Vecchio, gli studiosi non escludono che il Caslè potesse far parte di una zona religiosa cara a una comunità di Galli cisalpini. 
Già infeudato dal Monastero di Sant'Ambrogio in Milano, nel XII secolo il territorio di Ramponio e di Verna finì sotto il governo della città di Como e seguì le vicende del resto della Valle Intelvi. 
Il comune di Ramponio Verna fu creato nel 1928 dalla fusione dei comuni di Ramponio e di Verna. Venticinque anni dopo fu la volta dell'unificazione delle parrocchie dei due ex-comuni, le quali erano state create nel XVII secolo per smembramento di territorio dalla pieve di Castiglione.

Il 1º gennaio 2017 il comune di Ramponio Verna venne fuso con i comuni di Lanzo d'Intelvi e Pellio Intelvi, formando il nuovo comune di Alta Valle Intelvi.

Vecchio stemma comunale

### Simboli
Lo stemma del comune di Ramponio Verna era stato concesso con decreto del presidente della Repubblica del 2 aprile 1968.
Su una montagna rocciosa, caratteristica del paesaggio comunale, è raffigurato il santuario di San Pancrazio. I quattro scettri nel capo, testimoniano il possesso feudale delle famiglie Rusca, Pusterla, Marliani e Riva.

### Onorificenze
Ramponio Verna è tra le città decorate al valor militare per la guerra di liberazione, insignito della croce di guerra al valor militare per i sacrifici delle sue popolazioni e per l'attività nella lotta partigiana durante la seconda guerra mondiale:

## Monumenti e luoghi d'interesse

### A Ramponio
- Santuario di San Pancrazio[19].
- Chiesa di San Benedetto[20].
- Oratorio della Vergine Assunta[19][21], detto "la Madonnina"[22].
- Oratorio di San Giovanni Nepomuceno[23].
- Oratorio di San Gaetano[22].
- Resti di mura e masso coppellato risalenti all'epoca preistorica, in località Caslè[24]

### A Verna
- Chiesa di Sant'Ambrogio[25].
- Oratorio di Sant'Antonio ai monti[26]
- Cappelletta detta “della Madonna della nostra bandiera”[22].

## Società

Territorio dell'ex comune di Ramponio Verna nella provincia di Como

### Evoluzione demografica
Abitanti censiti